# Judit Polgár
Judit Polgár (Budapeste, 23 de julho de 1976) é uma Grande Mestre de Xadrez húngara, considerada a mais forte jogadora de xadrez da história.
Em 1991, tornou-se a pessoa mais jovem a conquistar o título de Grande Mestre Internacional, aos 15 anos e quatro meses, batendo o recorde do ex-campeão mundial Bobby Fischer. Também foi a enxadrista mais jovem a entrar na lista dos 100 melhores jogadores da FIDE, ocupando a 55ª posição em janeiro de 1989, aos 12 anos de idade. Ela é a única mulher a ter sido uma candidata ao título do Campeonato Mundial de Xadrez absoluto, o que ocorreu no Campeonato Mundial de Xadrez de 2005. Judit foi a primeira e única mulher a ultrapassar os 2 700 pontos no sistema de Rating Elo, atingindo seu auge com 2735 pontos, oitava na lista, em julho de 2005. Ela foi a mulher nº 1 no mundo de janeiro de 1989 até sua aposentadoria, em 13 de agosto de 2014. Seu currículo contém vitórias notáveis contra grandes nomes da história do xadrez mundial como Garry Kasparov, Vasily Smyslov, Boris Spassky, Anatoly Karpov, Veselin Topalov e Viswanathan Anand. Sua vitória contra Kasparov, em 2002, marcou a primeira vitória de uma mulher contra um então campeão mundial.

## Biografia e carreira
Judit nasceu em 23 de julho de 1976, em Budapeste, cidade húngara, que então fazia parte do bloco socialista. Ela e suas duas irmãs mais velhas, Susan e Sofia (que também se tornaram mestras de xadrez), fizeram parte de um experimento educacional conduzido por seu pai, László Polgár, na tentativa de provar que as crianças poderiam fazer realizações excepcionais se treinadas em um assunto especializado desde muito cedo. “Gênios são feitos, não nascem”, era a tese de László. Ele e sua esposa, Klára, educaram as três filhas tendo o xadrez como disciplina especializada. László também ensinou as meninas a língua internacional Esperanto.
Tradicionalmente, o xadrez era uma atividade dominada por homens, e as mulheres eram frequentemente vistas como jogadoras inferiores, por isso afirmava-se que teriam chances apenas em competições femininas. Porém, desde o início, László foi contra a ideia de que suas filhas tivessem que participar apenas de eventos exclusivamente femininos. “As mulheres são capazes de alcançar resultados semelhantes aos dos homens nas atividades intelectuais”, escreveu ele, "O xadrez é uma forma de atividade intelectual, então isso se aplica ao jogo. Consequentemente, rejeitamos qualquer tipo de discriminação a esse respeito". Isso colocou a intenção de Pólgar em conflito com a Federação Húngara de Xadrez da época, cuja política defendia que as enxadristas deveriam jogar em torneios exclusivos para mulheres. A irmã mais velha de Judit, Susan, foi a primeira a desafiar a burocracia da Federação, jogando em torneios masculinos e recusando-se a jogar torneios femininos. Em 1985, quando Susan era uma Mestra Internacional de 15 anos de idade, ela afirmou que foi devido a esse conflito com a Federação que lhe foi negado o título de Grande Mestre, apesar de já ter conquistado as normas para tal.
Judit Pólgar poucas vezes competiu em eventos exclusivos para mulheres, e nunca participou da disputa pelo Campeonato Mundial Feminino de Xadrez. "Eu sempre digo que as mulheres devem ter a autoconfiança que são tão boas jogadoras quanto os homens. Para isso, porém, devem estar dispostas ao estudo árduo e levar o jogo tão a sério quanto os jogadores masculinos". Além do próprio László Polgár ter sido um excelente treinador de xadrez, ele contratou jogadores profissionais para treinar suas filhas, incluindo o campeão húngaro Tibor Florian, e os Grandes Mestres Pal Benko e Alexander Chernin. Susan Polgár, a mais velha das irmãs, cinco anos a mais que Sophia e sete a mais que Judit, foi a primeira a se destacar, conquistando vários torneios; em 1986, ela era a mulher número um do mundo. No início, Judit tinha um treinamento separado das irmãs mais velhas, o que acabava despertando ainda mais sua curiosidade pelo jogo. Depois de algum tempo, Judit já conseguia encontrar as soluções para os exercícios que as outras irmãs estavam estudando e logo ela passou a estudar em grupo com elas. Em uma manhã, Susan estava estudando um problema de final de jogo com seu treinador, um forte mestre internacional, como não conseguiam encontrar a solução, resolveram acordar Judit, que ainda dormia. Ainda sonolenta, Judit rapidamente mostrou a eles como resolver o problema e então foi levada de volta para cama para terminar seu sono. O experimento educacional de László Polgár produziu uma família com uma Mestra International e duas Grandes Mestres, fortalecendo o argumento do adquirido sobre o inato, além de provar que mulheres podem se tornar grandes mestres no xadrez.

### Criança prodígio
Treinada nos primeiros anos por sua irmã Susan (que se tornou campeã mundial feminina e também Grande Mestre) Judit Polgár era um prodígio no xadrez desde muito cedo. Aos 5 anos de idade, ela derrotou um amigo da família sem olhar o tabuleiro, apenas imaginando e dizendo as jogadas. Depois da partida, o amigo brincou: "Você é boa no xadrez, mas eu sou um bom cozinheiro." e Judit retrucou: "Você cozinha sem olhar o fogão?".  Contudo, de acordo com Susan, Judit talvez nem fosse a mais talentosa das irmãs: "Judit começou lentamente, mas era muito dedicada ao trabalho". Polgár se descrevia naquela época como uma "obcecada" pelo xadrez. Ela derrotou pela primeira vez um Mestre Internacional aos 10 anos. e um grande mestre aos 11.
|   | a | b | c | d | e | f | g | h |   |
| 8 | a8 preto torre · c8 preto bispo · g8 preto rei · c7 preto rainha · d7 preto peão · f7 preto torre · h7 preto peão · a6 preto peão · g6 preto peão · d5 preto peão · e5 branco peão · g5 branco rainha · c4 preto peão · d4 branco cavalo · f3 branco peão · a2 branco peão · b2 branco peão · c2 branco peão · g2 branco peão · c1 branco rei · d1 branco torre · h1 branco torre | a8 preto torre · c8 preto bispo · g8 preto rei · c7 preto rainha · d7 preto peão · f7 preto torre · h7 preto peão · a6 preto peão · g6 preto peão · d5 preto peão · e5 branco peão · g5 branco rainha · c4 preto peão · d4 branco cavalo · f3 branco peão · a2 branco peão · b2 branco peão · c2 branco peão · g2 branco peão · c1 branco rei · d1 branco torre · h1 branco torre | a8 preto torre · c8 preto bispo · g8 preto rei · c7 preto rainha · d7 preto peão · f7 preto torre · h7 preto peão · a6 preto peão · g6 preto peão · d5 preto peão · e5 branco peão · g5 branco rainha · c4 preto peão · d4 branco cavalo · f3 branco peão · a2 branco peão · b2 branco peão · c2 branco peão · g2 branco peão · c1 branco rei · d1 branco torre · h1 branco torre | a8 preto torre · c8 preto bispo · g8 preto rei · c7 preto rainha · d7 preto peão · f7 preto torre · h7 preto peão · a6 preto peão · g6 preto peão · d5 preto peão · e5 branco peão · g5 branco rainha · c4 preto peão · d4 branco cavalo · f3 branco peão · a2 branco peão · b2 branco peão · c2 branco peão · g2 branco peão · c1 branco rei · d1 branco torre · h1 branco torre | a8 preto torre · c8 preto bispo · g8 preto rei · c7 preto rainha · d7 preto peão · f7 preto torre · h7 preto peão · a6 preto peão · g6 preto peão · d5 preto peão · e5 branco peão · g5 branco rainha · c4 preto peão · d4 branco cavalo · f3 branco peão · a2 branco peão · b2 branco peão · c2 branco peão · g2 branco peão · c1 branco rei · d1 branco torre · h1 branco torre | a8 preto torre · c8 preto bispo · g8 preto rei · c7 preto rainha · d7 preto peão · f7 preto torre · h7 preto peão · a6 preto peão · g6 preto peão · d5 preto peão · e5 branco peão · g5 branco rainha · c4 preto peão · d4 branco cavalo · f3 branco peão · a2 branco peão · b2 branco peão · c2 branco peão · g2 branco peão · c1 branco rei · d1 branco torre · h1 branco torre | a8 preto torre · c8 preto bispo · g8 preto rei · c7 preto rainha · d7 preto peão · f7 preto torre · h7 preto peão · a6 preto peão · g6 preto peão · d5 preto peão · e5 branco peão · g5 branco rainha · c4 preto peão · d4 branco cavalo · f3 branco peão · a2 branco peão · b2 branco peão · c2 branco peão · g2 branco peão · c1 branco rei · d1 branco torre · h1 branco torre | a8 preto torre · c8 preto bispo · g8 preto rei · c7 preto rainha · d7 preto peão · f7 preto torre · h7 preto peão · a6 preto peão · g6 preto peão · d5 preto peão · e5 branco peão · g5 branco rainha · c4 preto peão · d4 branco cavalo · f3 branco peão · a2 branco peão · b2 branco peão · c2 branco peão · g2 branco peão · c1 branco rei · d1 branco torre · h1 branco torre | 8 |
| 7 | a8 preto torre · c8 preto bispo · g8 preto rei · c7 preto rainha · d7 preto peão · f7 preto torre · h7 preto peão · a6 preto peão · g6 preto peão · d5 preto peão · e5 branco peão · g5 branco rainha · c4 preto peão · d4 branco cavalo · f3 branco peão · a2 branco peão · b2 branco peão · c2 branco peão · g2 branco peão · c1 branco rei · d1 branco torre · h1 branco torre | a8 preto torre · c8 preto bispo · g8 preto rei · c7 preto rainha · d7 preto peão · f7 preto torre · h7 preto peão · a6 preto peão · g6 preto peão · d5 preto peão · e5 branco peão · g5 branco rainha · c4 preto peão · d4 branco cavalo · f3 branco peão · a2 branco peão · b2 branco peão · c2 branco peão · g2 branco peão · c1 branco rei · d1 branco torre · h1 branco torre | a8 preto torre · c8 preto bispo · g8 preto rei · c7 preto rainha · d7 preto peão · f7 preto torre · h7 preto peão · a6 preto peão · g6 preto peão · d5 preto peão · e5 branco peão · g5 branco rainha · c4 preto peão · d4 branco cavalo · f3 branco peão · a2 branco peão · b2 branco peão · c2 branco peão · g2 branco peão · c1 branco rei · d1 branco torre · h1 branco torre | a8 preto torre · c8 preto bispo · g8 preto rei · c7 preto rainha · d7 preto peão · f7 preto torre · h7 preto peão · a6 preto peão · g6 preto peão · d5 preto peão · e5 branco peão · g5 branco rainha · c4 preto peão · d4 branco cavalo · f3 branco peão · a2 branco peão · b2 branco peão · c2 branco peão · g2 branco peão · c1 branco rei · d1 branco torre · h1 branco torre | a8 preto torre · c8 preto bispo · g8 preto rei · c7 preto rainha · d7 preto peão · f7 preto torre · h7 preto peão · a6 preto peão · g6 preto peão · d5 preto peão · e5 branco peão · g5 branco rainha · c4 preto peão · d4 branco cavalo · f3 branco peão · a2 branco peão · b2 branco peão · c2 branco peão · g2 branco peão · c1 branco rei · d1 branco torre · h1 branco torre | a8 preto torre · c8 preto bispo · g8 preto rei · c7 preto rainha · d7 preto peão · f7 preto torre · h7 preto peão · a6 preto peão · g6 preto peão · d5 preto peão · e5 branco peão · g5 branco rainha · c4 preto peão · d4 branco cavalo · f3 branco peão · a2 branco peão · b2 branco peão · c2 branco peão · g2 branco peão · c1 branco rei · d1 branco torre · h1 branco torre | a8 preto torre · c8 preto bispo · g8 preto rei · c7 preto rainha · d7 preto peão · f7 preto torre · h7 preto peão · a6 preto peão · g6 preto peão · d5 preto peão · e5 branco peão · g5 branco rainha · c4 preto peão · d4 branco cavalo · f3 branco peão · a2 branco peão · b2 branco peão · c2 branco peão · g2 branco peão · c1 branco rei · d1 branco torre · h1 branco torre | a8 preto torre · c8 preto bispo · g8 preto rei · c7 preto rainha · d7 preto peão · f7 preto torre · h7 preto peão · a6 preto peão · g6 preto peão · d5 preto peão · e5 branco peão · g5 branco rainha · c4 preto peão · d4 branco cavalo · f3 branco peão · a2 branco peão · b2 branco peão · c2 branco peão · g2 branco peão · c1 branco rei · d1 branco torre · h1 branco torre | 7 |
| 6 | a8 preto torre · c8 preto bispo · g8 preto rei · c7 preto rainha · d7 preto peão · f7 preto torre · h7 preto peão · a6 preto peão · g6 preto peão · d5 preto peão · e5 branco peão · g5 branco rainha · c4 preto peão · d4 branco cavalo · f3 branco peão · a2 branco peão · b2 branco peão · c2 branco peão · g2 branco peão · c1 branco rei · d1 branco torre · h1 branco torre | a8 preto torre · c8 preto bispo · g8 preto rei · c7 preto rainha · d7 preto peão · f7 preto torre · h7 preto peão · a6 preto peão · g6 preto peão · d5 preto peão · e5 branco peão · g5 branco rainha · c4 preto peão · d4 branco cavalo · f3 branco peão · a2 branco peão · b2 branco peão · c2 branco peão · g2 branco peão · c1 branco rei · d1 branco torre · h1 branco torre | a8 preto torre · c8 preto bispo · g8 preto rei · c7 preto rainha · d7 preto peão · f7 preto torre · h7 preto peão · a6 preto peão · g6 preto peão · d5 preto peão · e5 branco peão · g5 branco rainha · c4 preto peão · d4 branco cavalo · f3 branco peão · a2 branco peão · b2 branco peão · c2 branco peão · g2 branco peão · c1 branco rei · d1 branco torre · h1 branco torre | a8 preto torre · c8 preto bispo · g8 preto rei · c7 preto rainha · d7 preto peão · f7 preto torre · h7 preto peão · a6 preto peão · g6 preto peão · d5 preto peão · e5 branco peão · g5 branco rainha · c4 preto peão · d4 branco cavalo · f3 branco peão · a2 branco peão · b2 branco peão · c2 branco peão · g2 branco peão · c1 branco rei · d1 branco torre · h1 branco torre | a8 preto torre · c8 preto bispo · g8 preto rei · c7 preto rainha · d7 preto peão · f7 preto torre · h7 preto peão · a6 preto peão · g6 preto peão · d5 preto peão · e5 branco peão · g5 branco rainha · c4 preto peão · d4 branco cavalo · f3 branco peão · a2 branco peão · b2 branco peão · c2 branco peão · g2 branco peão · c1 branco rei · d1 branco torre · h1 branco torre | a8 preto torre · c8 preto bispo · g8 preto rei · c7 preto rainha · d7 preto peão · f7 preto torre · h7 preto peão · a6 preto peão · g6 preto peão · d5 preto peão · e5 branco peão · g5 branco rainha · c4 preto peão · d4 branco cavalo · f3 branco peão · a2 branco peão · b2 branco peão · c2 branco peão · g2 branco peão · c1 branco rei · d1 branco torre · h1 branco torre | a8 preto torre · c8 preto bispo · g8 preto rei · c7 preto rainha · d7 preto peão · f7 preto torre · h7 preto peão · a6 preto peão · g6 preto peão · d5 preto peão · e5 branco peão · g5 branco rainha · c4 preto peão · d4 branco cavalo · f3 branco peão · a2 branco peão · b2 branco peão · c2 branco peão · g2 branco peão · c1 branco rei · d1 branco torre · h1 branco torre | a8 preto torre · c8 preto bispo · g8 preto rei · c7 preto rainha · d7 preto peão · f7 preto torre · h7 preto peão · a6 preto peão · g6 preto peão · d5 preto peão · e5 branco peão · g5 branco rainha · c4 preto peão · d4 branco cavalo · f3 branco peão · a2 branco peão · b2 branco peão · c2 branco peão · g2 branco peão · c1 branco rei · d1 branco torre · h1 branco torre | 6 |
| 5 | a8 preto torre · c8 preto bispo · g8 preto rei · c7 preto rainha · d7 preto peão · f7 preto torre · h7 preto peão · a6 preto peão · g6 preto peão · d5 preto peão · e5 branco peão · g5 branco rainha · c4 preto peão · d4 branco cavalo · f3 branco peão · a2 branco peão · b2 branco peão · c2 branco peão · g2 branco peão · c1 branco rei · d1 branco torre · h1 branco torre | a8 preto torre · c8 preto bispo · g8 preto rei · c7 preto rainha · d7 preto peão · f7 preto torre · h7 preto peão · a6 preto peão · g6 preto peão · d5 preto peão · e5 branco peão · g5 branco rainha · c4 preto peão · d4 branco cavalo · f3 branco peão · a2 branco peão · b2 branco peão · c2 branco peão · g2 branco peão · c1 branco rei · d1 branco torre · h1 branco torre | a8 preto torre · c8 preto bispo · g8 preto rei · c7 preto rainha · d7 preto peão · f7 preto torre · h7 preto peão · a6 preto peão · g6 preto peão · d5 preto peão · e5 branco peão · g5 branco rainha · c4 preto peão · d4 branco cavalo · f3 branco peão · a2 branco peão · b2 branco peão · c2 branco peão · g2 branco peão · c1 branco rei · d1 branco torre · h1 branco torre | a8 preto torre · c8 preto bispo · g8 preto rei · c7 preto rainha · d7 preto peão · f7 preto torre · h7 preto peão · a6 preto peão · g6 preto peão · d5 preto peão · e5 branco peão · g5 branco rainha · c4 preto peão · d4 branco cavalo · f3 branco peão · a2 branco peão · b2 branco peão · c2 branco peão · g2 branco peão · c1 branco rei · d1 branco torre · h1 branco torre | a8 preto torre · c8 preto bispo · g8 preto rei · c7 preto rainha · d7 preto peão · f7 preto torre · h7 preto peão · a6 preto peão · g6 preto peão · d5 preto peão · e5 branco peão · g5 branco rainha · c4 preto peão · d4 branco cavalo · f3 branco peão · a2 branco peão · b2 branco peão · c2 branco peão · g2 branco peão · c1 branco rei · d1 branco torre · h1 branco torre | a8 preto torre · c8 preto bispo · g8 preto rei · c7 preto rainha · d7 preto peão · f7 preto torre · h7 preto peão · a6 preto peão · g6 preto peão · d5 preto peão · e5 branco peão · g5 branco rainha · c4 preto peão · d4 branco cavalo · f3 branco peão · a2 branco peão · b2 branco peão · c2 branco peão · g2 branco peão · c1 branco rei · d1 branco torre · h1 branco torre | a8 preto torre · c8 preto bispo · g8 preto rei · c7 preto rainha · d7 preto peão · f7 preto torre · h7 preto peão · a6 preto peão · g6 preto peão · d5 preto peão · e5 branco peão · g5 branco rainha · c4 preto peão · d4 branco cavalo · f3 branco peão · a2 branco peão · b2 branco peão · c2 branco peão · g2 branco peão · c1 branco rei · d1 branco torre · h1 branco torre | a8 preto torre · c8 preto bispo · g8 preto rei · c7 preto rainha · d7 preto peão · f7 preto torre · h7 preto peão · a6 preto peão · g6 preto peão · d5 preto peão · e5 branco peão · g5 branco rainha · c4 preto peão · d4 branco cavalo · f3 branco peão · a2 branco peão · b2 branco peão · c2 branco peão · g2 branco peão · c1 branco rei · d1 branco torre · h1 branco torre | 5 |
| 4 | a8 preto torre · c8 preto bispo · g8 preto rei · c7 preto rainha · d7 preto peão · f7 preto torre · h7 preto peão · a6 preto peão · g6 preto peão · d5 preto peão · e5 branco peão · g5 branco rainha · c4 preto peão · d4 branco cavalo · f3 branco peão · a2 branco peão · b2 branco peão · c2 branco peão · g2 branco peão · c1 branco rei · d1 branco torre · h1 branco torre | a8 preto torre · c8 preto bispo · g8 preto rei · c7 preto rainha · d7 preto peão · f7 preto torre · h7 preto peão · a6 preto peão · g6 preto peão · d5 preto peão · e5 branco peão · g5 branco rainha · c4 preto peão · d4 branco cavalo · f3 branco peão · a2 branco peão · b2 branco peão · c2 branco peão · g2 branco peão · c1 branco rei · d1 branco torre · h1 branco torre | a8 preto torre · c8 preto bispo · g8 preto rei · c7 preto rainha · d7 preto peão · f7 preto torre · h7 preto peão · a6 preto peão · g6 preto peão · d5 preto peão · e5 branco peão · g5 branco rainha · c4 preto peão · d4 branco cavalo · f3 branco peão · a2 branco peão · b2 branco peão · c2 branco peão · g2 branco peão · c1 branco rei · d1 branco torre · h1 branco torre | a8 preto torre · c8 preto bispo · g8 preto rei · c7 preto rainha · d7 preto peão · f7 preto torre · h7 preto peão · a6 preto peão · g6 preto peão · d5 preto peão · e5 branco peão · g5 branco rainha · c4 preto peão · d4 branco cavalo · f3 branco peão · a2 branco peão · b2 branco peão · c2 branco peão · g2 branco peão · c1 branco rei · d1 branco torre · h1 branco torre | a8 preto torre · c8 preto bispo · g8 preto rei · c7 preto rainha · d7 preto peão · f7 preto torre · h7 preto peão · a6 preto peão · g6 preto peão · d5 preto peão · e5 branco peão · g5 branco rainha · c4 preto peão · d4 branco cavalo · f3 branco peão · a2 branco peão · b2 branco peão · c2 branco peão · g2 branco peão · c1 branco rei · d1 branco torre · h1 branco torre | a8 preto torre · c8 preto bispo · g8 preto rei · c7 preto rainha · d7 preto peão · f7 preto torre · h7 preto peão · a6 preto peão · g6 preto peão · d5 preto peão · e5 branco peão · g5 branco rainha · c4 preto peão · d4 branco cavalo · f3 branco peão · a2 branco peão · b2 branco peão · c2 branco peão · g2 branco peão · c1 branco rei · d1 branco torre · h1 branco torre | a8 preto torre · c8 preto bispo · g8 preto rei · c7 preto rainha · d7 preto peão · f7 preto torre · h7 preto peão · a6 preto peão · g6 preto peão · d5 preto peão · e5 branco peão · g5 branco rainha · c4 preto peão · d4 branco cavalo · f3 branco peão · a2 branco peão · b2 branco peão · c2 branco peão · g2 branco peão · c1 branco rei · d1 branco torre · h1 branco torre | a8 preto torre · c8 preto bispo · g8 preto rei · c7 preto rainha · d7 preto peão · f7 preto torre · h7 preto peão · a6 preto peão · g6 preto peão · d5 preto peão · e5 branco peão · g5 branco rainha · c4 preto peão · d4 branco cavalo · f3 branco peão · a2 branco peão · b2 branco peão · c2 branco peão · g2 branco peão · c1 branco rei · d1 branco torre · h1 branco torre | 4 |
| 3 | a8 preto torre · c8 preto bispo · g8 preto rei · c7 preto rainha · d7 preto peão · f7 preto torre · h7 preto peão · a6 preto peão · g6 preto peão · d5 preto peão · e5 branco peão · g5 branco rainha · c4 preto peão · d4 branco cavalo · f3 branco peão · a2 branco peão · b2 branco peão · c2 branco peão · g2 branco peão · c1 branco rei · d1 branco torre · h1 branco torre | a8 preto torre · c8 preto bispo · g8 preto rei · c7 preto rainha · d7 preto peão · f7 preto torre · h7 preto peão · a6 preto peão · g6 preto peão · d5 preto peão · e5 branco peão · g5 branco rainha · c4 preto peão · d4 branco cavalo · f3 branco peão · a2 branco peão · b2 branco peão · c2 branco peão · g2 branco peão · c1 branco rei · d1 branco torre · h1 branco torre | a8 preto torre · c8 preto bispo · g8 preto rei · c7 preto rainha · d7 preto peão · f7 preto torre · h7 preto peão · a6 preto peão · g6 preto peão · d5 preto peão · e5 branco peão · g5 branco rainha · c4 preto peão · d4 branco cavalo · f3 branco peão · a2 branco peão · b2 branco peão · c2 branco peão · g2 branco peão · c1 branco rei · d1 branco torre · h1 branco torre | a8 preto torre · c8 preto bispo · g8 preto rei · c7 preto rainha · d7 preto peão · f7 preto torre · h7 preto peão · a6 preto peão · g6 preto peão · d5 preto peão · e5 branco peão · g5 branco rainha · c4 preto peão · d4 branco cavalo · f3 branco peão · a2 branco peão · b2 branco peão · c2 branco peão · g2 branco peão · c1 branco rei · d1 branco torre · h1 branco torre | a8 preto torre · c8 preto bispo · g8 preto rei · c7 preto rainha · d7 preto peão · f7 preto torre · h7 preto peão · a6 preto peão · g6 preto peão · d5 preto peão · e5 branco peão · g5 branco rainha · c4 preto peão · d4 branco cavalo · f3 branco peão · a2 branco peão · b2 branco peão · c2 branco peão · g2 branco peão · c1 branco rei · d1 branco torre · h1 branco torre | a8 preto torre · c8 preto bispo · g8 preto rei · c7 preto rainha · d7 preto peão · f7 preto torre · h7 preto peão · a6 preto peão · g6 preto peão · d5 preto peão · e5 branco peão · g5 branco rainha · c4 preto peão · d4 branco cavalo · f3 branco peão · a2 branco peão · b2 branco peão · c2 branco peão · g2 branco peão · c1 branco rei · d1 branco torre · h1 branco torre | a8 preto torre · c8 preto bispo · g8 preto rei · c7 preto rainha · d7 preto peão · f7 preto torre · h7 preto peão · a6 preto peão · g6 preto peão · d5 preto peão · e5 branco peão · g5 branco rainha · c4 preto peão · d4 branco cavalo · f3 branco peão · a2 branco peão · b2 branco peão · c2 branco peão · g2 branco peão · c1 branco rei · d1 branco torre · h1 branco torre | a8 preto torre · c8 preto bispo · g8 preto rei · c7 preto rainha · d7 preto peão · f7 preto torre · h7 preto peão · a6 preto peão · g6 preto peão · d5 preto peão · e5 branco peão · g5 branco rainha · c4 preto peão · d4 branco cavalo · f3 branco peão · a2 branco peão · b2 branco peão · c2 branco peão · g2 branco peão · c1 branco rei · d1 branco torre · h1 branco torre | 3 |
| 2 | a8 preto torre · c8 preto bispo · g8 preto rei · c7 preto rainha · d7 preto peão · f7 preto torre · h7 preto peão · a6 preto peão · g6 preto peão · d5 preto peão · e5 branco peão · g5 branco rainha · c4 preto peão · d4 branco cavalo · f3 branco peão · a2 branco peão · b2 branco peão · c2 branco peão · g2 branco peão · c1 branco rei · d1 branco torre · h1 branco torre | a8 preto torre · c8 preto bispo · g8 preto rei · c7 preto rainha · d7 preto peão · f7 preto torre · h7 preto peão · a6 preto peão · g6 preto peão · d5 preto peão · e5 branco peão · g5 branco rainha · c4 preto peão · d4 branco cavalo · f3 branco peão · a2 branco peão · b2 branco peão · c2 branco peão · g2 branco peão · c1 branco rei · d1 branco torre · h1 branco torre | a8 preto torre · c8 preto bispo · g8 preto rei · c7 preto rainha · d7 preto peão · f7 preto torre · h7 preto peão · a6 preto peão · g6 preto peão · d5 preto peão · e5 branco peão · g5 branco rainha · c4 preto peão · d4 branco cavalo · f3 branco peão · a2 branco peão · b2 branco peão · c2 branco peão · g2 branco peão · c1 branco rei · d1 branco torre · h1 branco torre | a8 preto torre · c8 preto bispo · g8 preto rei · c7 preto rainha · d7 preto peão · f7 preto torre · h7 preto peão · a6 preto peão · g6 preto peão · d5 preto peão · e5 branco peão · g5 branco rainha · c4 preto peão · d4 branco cavalo · f3 branco peão · a2 branco peão · b2 branco peão · c2 branco peão · g2 branco peão · c1 branco rei · d1 branco torre · h1 branco torre | a8 preto torre · c8 preto bispo · g8 preto rei · c7 preto rainha · d7 preto peão · f7 preto torre · h7 preto peão · a6 preto peão · g6 preto peão · d5 preto peão · e5 branco peão · g5 branco rainha · c4 preto peão · d4 branco cavalo · f3 branco peão · a2 branco peão · b2 branco peão · c2 branco peão · g2 branco peão · c1 branco rei · d1 branco torre · h1 branco torre | a8 preto torre · c8 preto bispo · g8 preto rei · c7 preto rainha · d7 preto peão · f7 preto torre · h7 preto peão · a6 preto peão · g6 preto peão · d5 preto peão · e5 branco peão · g5 branco rainha · c4 preto peão · d4 branco cavalo · f3 branco peão · a2 branco peão · b2 branco peão · c2 branco peão · g2 branco peão · c1 branco rei · d1 branco torre · h1 branco torre | a8 preto torre · c8 preto bispo · g8 preto rei · c7 preto rainha · d7 preto peão · f7 preto torre · h7 preto peão · a6 preto peão · g6 preto peão · d5 preto peão · e5 branco peão · g5 branco rainha · c4 preto peão · d4 branco cavalo · f3 branco peão · a2 branco peão · b2 branco peão · c2 branco peão · g2 branco peão · c1 branco rei · d1 branco torre · h1 branco torre | a8 preto torre · c8 preto bispo · g8 preto rei · c7 preto rainha · d7 preto peão · f7 preto torre · h7 preto peão · a6 preto peão · g6 preto peão · d5 preto peão · e5 branco peão · g5 branco rainha · c4 preto peão · d4 branco cavalo · f3 branco peão · a2 branco peão · b2 branco peão · c2 branco peão · g2 branco peão · c1 branco rei · d1 branco torre · h1 branco torre | 2 |
| 1 | a8 preto torre · c8 preto bispo · g8 preto rei · c7 preto rainha · d7 preto peão · f7 preto torre · h7 preto peão · a6 preto peão · g6 preto peão · d5 preto peão · e5 branco peão · g5 branco rainha · c4 preto peão · d4 branco cavalo · f3 branco peão · a2 branco peão · b2 branco peão · c2 branco peão · g2 branco peão · c1 branco rei · d1 branco torre · h1 branco torre | a8 preto torre · c8 preto bispo · g8 preto rei · c7 preto rainha · d7 preto peão · f7 preto torre · h7 preto peão · a6 preto peão · g6 preto peão · d5 preto peão · e5 branco peão · g5 branco rainha · c4 preto peão · d4 branco cavalo · f3 branco peão · a2 branco peão · b2 branco peão · c2 branco peão · g2 branco peão · c1 branco rei · d1 branco torre · h1 branco torre | a8 preto torre · c8 preto bispo · g8 preto rei · c7 preto rainha · d7 preto peão · f7 preto torre · h7 preto peão · a6 preto peão · g6 preto peão · d5 preto peão · e5 branco peão · g5 branco rainha · c4 preto peão · d4 branco cavalo · f3 branco peão · a2 branco peão · b2 branco peão · c2 branco peão · g2 branco peão · c1 branco rei · d1 branco torre · h1 branco torre | a8 preto torre · c8 preto bispo · g8 preto rei · c7 preto rainha · d7 preto peão · f7 preto torre · h7 preto peão · a6 preto peão · g6 preto peão · d5 preto peão · e5 branco peão · g5 branco rainha · c4 preto peão · d4 branco cavalo · f3 branco peão · a2 branco peão · b2 branco peão · c2 branco peão · g2 branco peão · c1 branco rei · d1 branco torre · h1 branco torre | a8 preto torre · c8 preto bispo · g8 preto rei · c7 preto rainha · d7 preto peão · f7 preto torre · h7 preto peão · a6 preto peão · g6 preto peão · d5 preto peão · e5 branco peão · g5 branco rainha · c4 preto peão · d4 branco cavalo · f3 branco peão · a2 branco peão · b2 branco peão · c2 branco peão · g2 branco peão · c1 branco rei · d1 branco torre · h1 branco torre | a8 preto torre · c8 preto bispo · g8 preto rei · c7 preto rainha · d7 preto peão · f7 preto torre · h7 preto peão · a6 preto peão · g6 preto peão · d5 preto peão · e5 branco peão · g5 branco rainha · c4 preto peão · d4 branco cavalo · f3 branco peão · a2 branco peão · b2 branco peão · c2 branco peão · g2 branco peão · c1 branco rei · d1 branco torre · h1 branco torre | a8 preto torre · c8 preto bispo · g8 preto rei · c7 preto rainha · d7 preto peão · f7 preto torre · h7 preto peão · a6 preto peão · g6 preto peão · d5 preto peão · e5 branco peão · g5 branco rainha · c4 preto peão · d4 branco cavalo · f3 branco peão · a2 branco peão · b2 branco peão · c2 branco peão · g2 branco peão · c1 branco rei · d1 branco torre · h1 branco torre | a8 preto torre · c8 preto bispo · g8 preto rei · c7 preto rainha · d7 preto peão · f7 preto torre · h7 preto peão · a6 preto peão · g6 preto peão · d5 preto peão · e5 branco peão · g5 branco rainha · c4 preto peão · d4 branco cavalo · f3 branco peão · a2 branco peão · b2 branco peão · c2 branco peão · g2 branco peão · c1 branco rei · d1 branco torre · h1 branco torre | 1 |
|   | a | b | c | d | e | f | g | h |   |

Judit começou a jogar torneios aos 6 anos, e aos 9, seu rating na Federação Húngara já era de 2 080. Em abril de 1986, aos 9 anos, Judit jogou sua primeira competição nos EUA, terminando em primeiro lugar na seção para jogadores sem rating (da Federação dos EUA) do Aberto de Nova York, o que lhe valeu um prêmio de mil dólares. As três irmãs Pólgar competiram. Susan, com 16 anos na época, participou da seção para grandes mestres e venceu uma partida contra o GM Walter Browne. Sofia, com 11 anos, terminou em segundo lugar na sua seção. Judit venceu suas primeiras sete partidas, empatando o jogo final. A seção sem rating tinha forte jogadores de outros países, que ainda não haviam jogado nos EUA. Milorad Boskovic descreveu uma conversa que teve com um dos adversário de Judit, um jogador iugoslavo de força avançada: "Ele achava que teria chances na partida, uma vez que ele não acrditava que ela atacava tão bem".
Em abril de 1988, Polgár conquistou sua primeira norma de mestre internacional, em outra edição do Aberto de Nova York. Em agosto de 1988, ela venceu o campeonato mundial sub-12, jogando na categoria "masculina", em Timișoara, Romênia. Em outubro de 1988, ela venceu um torneio com mestres e grandes mestres em Londres, meio ponto a frente do GM Yair Kraidman. E também terminou em primeiro lugar no Aberto de Hastings. Com esses resultados, ela completou as normas para obter o título de Mestre Internacional, a mais nova pessoa a conseguir tal feito. Tanto Bobby Fischer como Garry Kasparov tinham 14 anos quando receberam o mesmo título; Polgár o conquistou aos 12. Foi nessa época que o ex-campeão mundial Mikhail Tal afirmou que Judit tinha potencial para vencer o campeonato mundial absoluto. 

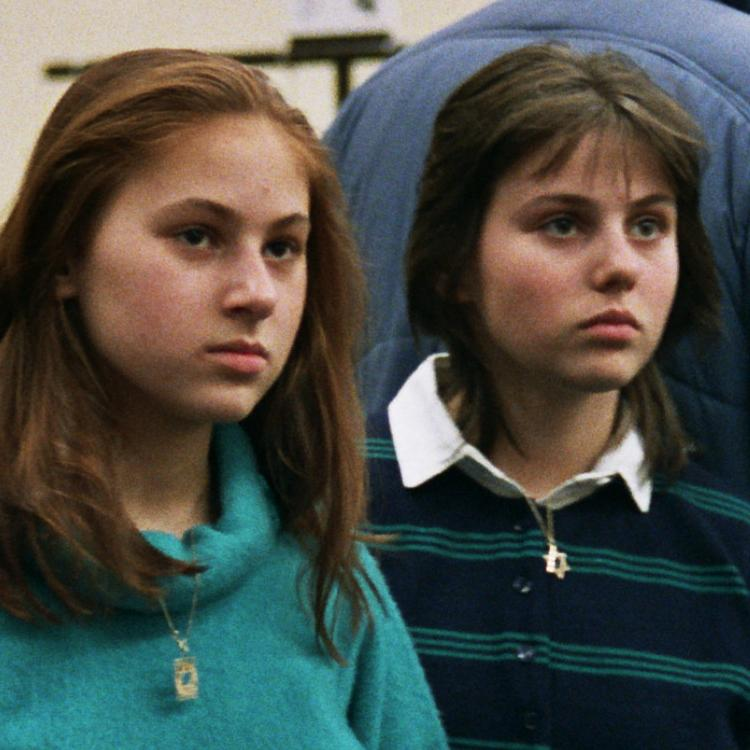
Judit com sua irmã Sofia em Tessalónica, em 1988

Em novembro de 1988, Judit e suas irmãs fizeram parte da equipe feminina da Hungria na Olimpíada de xadrez de 1988 em Tessalónica. Naquela época, a FIDE não permitiu que elas fizessem parte da equipe masculina. A equipe feminina da Hungria ganhou a medalha de ouro com a União Soviética sendo derrotada pela primeira vez. Judit jogou no 2º tabuleiro, conseguindo 12 vitórias em 13 partidas e conquistando a medalha de ouro individual. Ela também obteve o prêmio de melhor partida contra Pavlina Angelova.
Em janeiro de 1989, aos 12 anos de idade, Judit tinha um rating de 2 555, o que a colocava como número 55 do mundo.
A revista British Chess Magazine afirmou que "Os recentes resultados de Judit Polgár fazem das performances de Bobby Fischer e Kasparov em uma idade simular algo pálido e sem graça". o GM Nigel Short chamou Judit de "um dos maiores prodígios do xadrez da história". Kasparov, de forma rude, entretanto, expressou sua visão preconceituosa sobre as capacidades das mulheres: "Ela tem um talento fantástico para o xadrez, mas no fim das contas ela é uma mulher. Tudo se resume às imperfeições da psique feminina. Nenhuma mulher consegue sustentar uma batalha prolongada." Anos mais tarde, entretanto, depois de perder uma partida para Judit, Kasparov demonstrou outra opinião: "Ela mostrou que não há limites inatos para sua aptidão, algo que muitos jogadores homens se recusaram a aceitar, até que foram esmagados sem cerimônia por uma garotinha de 12 anos com rabo de cavalo".
Em 1990, Judit venceu o campeonato mundial sub-14, mais uma vez na modalidade "masculina", em Fond du Lac, nos EUA. Também em 1990, Judit e suas irmãs mais uma vez levaram a equipe feminina da Hungria à medalha de ouro na Olímpiada de Xadrez. Foi a última vez que Judit participou de uma competição exclusivamente para mulheres.
Em outubro de 1991, Judit conquistou sua terceira e definitiva norma de Grande Mestre ao terminar em terceiro lugar, empatada com Zoltán Ribli e John Nunn, no Torneio de Viena.

### Grande Mestre
Em dezembro de 1991, Polgár venceu o campeonato nacional da Hungria, recebendo o título de Grande Mestre, na época a mais jovem a fazê-lo, com 15 anos e 5 meses de idade. Ela superou em um mês o recorde de Bobby Fischer. A Hungria sempre foi um país com uma forte tradição enxadrística, e todos os principais e mais fortes jogadores do país participaram do campeonato nacional, com exceção de Zoltán Ribli, na última rodada, Polgár precisava apenas de um empate para garantir o título, mas ela venceu sua partida contra o GM Tibor Tolnai.
Nos anos seguintes, Judit teve excelentes resultados nos principais torneios da elite do xadrez mundial. Em 1992, ficou em segundo lugar no Torneio Internacional de Madrid, atrás apenas do ex-campeão mundial Anatoly Karpov. Em julho de 1992, ela ficou em segundo lugar no Memorial Reshevsky em Manhattan, vencido pelo peruano Granda Zuniga. Em 1993, Polgár derrotou o ex-campeão mundial Boris Spassky em uma série de partidas de exibição (+3 -2 =5). Ficou em primeiro lugar no tradicional torneio Internacional de Hastings, empatada com Evgeny Bareev. Foi vice-campeã em Dos Hermanas, atrás de Karpov.
Em meados de 1994, Polgár oteve o maior sucesso de sua carreira até então, quando venceu o Torneio International de Madrid contra adversários que incluíam Gata Kamsky, Evgeny Bareev, Valery Salov e Ivan Sokolov.  Em outubro de 1994, ela jogou um torneio em Buenos Aires em homenagem a Lev Polugaevsky. Oito grandes mestres participaram, todos considerados candidatos ao campeonato mundial: Karpov, Anand, Salov, Ivanchuk, Kamsky, Shirov, Ljubojević e Polgár. Nesse torneio, combinou-se que os jogadores com as peças pretas deveriam, em todas as partidas, jogar a Defesa Siciliana, já que Polugaevsky era considerado uma autoridade nessa abertura. Judit terminou em terceiro, atrás apenas de Salov e Anand.

#### A controvérsia da peça tocada por Kasparov
|   | a | b | c | d | e | f | g | h |   |
| 8 | e8 preto torre · g8 preto rei · b7 branco bispo · d7 preto cavalo · f7 preto peão · g7 preto peão · b6 preto peão · d6 branco rainha · f6 preto cavalo · h6 preto peão · e5 preto peão · f5 branco peão · a4 preto rainha · b2 branco peão · c2 preto torre · d2 branco cavalo · g2 branco peão · h2 branco peão · d1 branco torre · e1 branco torre · h1 branco rei | e8 preto torre · g8 preto rei · b7 branco bispo · d7 preto cavalo · f7 preto peão · g7 preto peão · b6 preto peão · d6 branco rainha · f6 preto cavalo · h6 preto peão · e5 preto peão · f5 branco peão · a4 preto rainha · b2 branco peão · c2 preto torre · d2 branco cavalo · g2 branco peão · h2 branco peão · d1 branco torre · e1 branco torre · h1 branco rei | e8 preto torre · g8 preto rei · b7 branco bispo · d7 preto cavalo · f7 preto peão · g7 preto peão · b6 preto peão · d6 branco rainha · f6 preto cavalo · h6 preto peão · e5 preto peão · f5 branco peão · a4 preto rainha · b2 branco peão · c2 preto torre · d2 branco cavalo · g2 branco peão · h2 branco peão · d1 branco torre · e1 branco torre · h1 branco rei | e8 preto torre · g8 preto rei · b7 branco bispo · d7 preto cavalo · f7 preto peão · g7 preto peão · b6 preto peão · d6 branco rainha · f6 preto cavalo · h6 preto peão · e5 preto peão · f5 branco peão · a4 preto rainha · b2 branco peão · c2 preto torre · d2 branco cavalo · g2 branco peão · h2 branco peão · d1 branco torre · e1 branco torre · h1 branco rei | e8 preto torre · g8 preto rei · b7 branco bispo · d7 preto cavalo · f7 preto peão · g7 preto peão · b6 preto peão · d6 branco rainha · f6 preto cavalo · h6 preto peão · e5 preto peão · f5 branco peão · a4 preto rainha · b2 branco peão · c2 preto torre · d2 branco cavalo · g2 branco peão · h2 branco peão · d1 branco torre · e1 branco torre · h1 branco rei | e8 preto torre · g8 preto rei · b7 branco bispo · d7 preto cavalo · f7 preto peão · g7 preto peão · b6 preto peão · d6 branco rainha · f6 preto cavalo · h6 preto peão · e5 preto peão · f5 branco peão · a4 preto rainha · b2 branco peão · c2 preto torre · d2 branco cavalo · g2 branco peão · h2 branco peão · d1 branco torre · e1 branco torre · h1 branco rei | e8 preto torre · g8 preto rei · b7 branco bispo · d7 preto cavalo · f7 preto peão · g7 preto peão · b6 preto peão · d6 branco rainha · f6 preto cavalo · h6 preto peão · e5 preto peão · f5 branco peão · a4 preto rainha · b2 branco peão · c2 preto torre · d2 branco cavalo · g2 branco peão · h2 branco peão · d1 branco torre · e1 branco torre · h1 branco rei | e8 preto torre · g8 preto rei · b7 branco bispo · d7 preto cavalo · f7 preto peão · g7 preto peão · b6 preto peão · d6 branco rainha · f6 preto cavalo · h6 preto peão · e5 preto peão · f5 branco peão · a4 preto rainha · b2 branco peão · c2 preto torre · d2 branco cavalo · g2 branco peão · h2 branco peão · d1 branco torre · e1 branco torre · h1 branco rei | 8 |
| 7 | e8 preto torre · g8 preto rei · b7 branco bispo · d7 preto cavalo · f7 preto peão · g7 preto peão · b6 preto peão · d6 branco rainha · f6 preto cavalo · h6 preto peão · e5 preto peão · f5 branco peão · a4 preto rainha · b2 branco peão · c2 preto torre · d2 branco cavalo · g2 branco peão · h2 branco peão · d1 branco torre · e1 branco torre · h1 branco rei | e8 preto torre · g8 preto rei · b7 branco bispo · d7 preto cavalo · f7 preto peão · g7 preto peão · b6 preto peão · d6 branco rainha · f6 preto cavalo · h6 preto peão · e5 preto peão · f5 branco peão · a4 preto rainha · b2 branco peão · c2 preto torre · d2 branco cavalo · g2 branco peão · h2 branco peão · d1 branco torre · e1 branco torre · h1 branco rei | e8 preto torre · g8 preto rei · b7 branco bispo · d7 preto cavalo · f7 preto peão · g7 preto peão · b6 preto peão · d6 branco rainha · f6 preto cavalo · h6 preto peão · e5 preto peão · f5 branco peão · a4 preto rainha · b2 branco peão · c2 preto torre · d2 branco cavalo · g2 branco peão · h2 branco peão · d1 branco torre · e1 branco torre · h1 branco rei | e8 preto torre · g8 preto rei · b7 branco bispo · d7 preto cavalo · f7 preto peão · g7 preto peão · b6 preto peão · d6 branco rainha · f6 preto cavalo · h6 preto peão · e5 preto peão · f5 branco peão · a4 preto rainha · b2 branco peão · c2 preto torre · d2 branco cavalo · g2 branco peão · h2 branco peão · d1 branco torre · e1 branco torre · h1 branco rei | e8 preto torre · g8 preto rei · b7 branco bispo · d7 preto cavalo · f7 preto peão · g7 preto peão · b6 preto peão · d6 branco rainha · f6 preto cavalo · h6 preto peão · e5 preto peão · f5 branco peão · a4 preto rainha · b2 branco peão · c2 preto torre · d2 branco cavalo · g2 branco peão · h2 branco peão · d1 branco torre · e1 branco torre · h1 branco rei | e8 preto torre · g8 preto rei · b7 branco bispo · d7 preto cavalo · f7 preto peão · g7 preto peão · b6 preto peão · d6 branco rainha · f6 preto cavalo · h6 preto peão · e5 preto peão · f5 branco peão · a4 preto rainha · b2 branco peão · c2 preto torre · d2 branco cavalo · g2 branco peão · h2 branco peão · d1 branco torre · e1 branco torre · h1 branco rei | e8 preto torre · g8 preto rei · b7 branco bispo · d7 preto cavalo · f7 preto peão · g7 preto peão · b6 preto peão · d6 branco rainha · f6 preto cavalo · h6 preto peão · e5 preto peão · f5 branco peão · a4 preto rainha · b2 branco peão · c2 preto torre · d2 branco cavalo · g2 branco peão · h2 branco peão · d1 branco torre · e1 branco torre · h1 branco rei | e8 preto torre · g8 preto rei · b7 branco bispo · d7 preto cavalo · f7 preto peão · g7 preto peão · b6 preto peão · d6 branco rainha · f6 preto cavalo · h6 preto peão · e5 preto peão · f5 branco peão · a4 preto rainha · b2 branco peão · c2 preto torre · d2 branco cavalo · g2 branco peão · h2 branco peão · d1 branco torre · e1 branco torre · h1 branco rei | 7 |
| 6 | e8 preto torre · g8 preto rei · b7 branco bispo · d7 preto cavalo · f7 preto peão · g7 preto peão · b6 preto peão · d6 branco rainha · f6 preto cavalo · h6 preto peão · e5 preto peão · f5 branco peão · a4 preto rainha · b2 branco peão · c2 preto torre · d2 branco cavalo · g2 branco peão · h2 branco peão · d1 branco torre · e1 branco torre · h1 branco rei | e8 preto torre · g8 preto rei · b7 branco bispo · d7 preto cavalo · f7 preto peão · g7 preto peão · b6 preto peão · d6 branco rainha · f6 preto cavalo · h6 preto peão · e5 preto peão · f5 branco peão · a4 preto rainha · b2 branco peão · c2 preto torre · d2 branco cavalo · g2 branco peão · h2 branco peão · d1 branco torre · e1 branco torre · h1 branco rei | e8 preto torre · g8 preto rei · b7 branco bispo · d7 preto cavalo · f7 preto peão · g7 preto peão · b6 preto peão · d6 branco rainha · f6 preto cavalo · h6 preto peão · e5 preto peão · f5 branco peão · a4 preto rainha · b2 branco peão · c2 preto torre · d2 branco cavalo · g2 branco peão · h2 branco peão · d1 branco torre · e1 branco torre · h1 branco rei | e8 preto torre · g8 preto rei · b7 branco bispo · d7 preto cavalo · f7 preto peão · g7 preto peão · b6 preto peão · d6 branco rainha · f6 preto cavalo · h6 preto peão · e5 preto peão · f5 branco peão · a4 preto rainha · b2 branco peão · c2 preto torre · d2 branco cavalo · g2 branco peão · h2 branco peão · d1 branco torre · e1 branco torre · h1 branco rei | e8 preto torre · g8 preto rei · b7 branco bispo · d7 preto cavalo · f7 preto peão · g7 preto peão · b6 preto peão · d6 branco rainha · f6 preto cavalo · h6 preto peão · e5 preto peão · f5 branco peão · a4 preto rainha · b2 branco peão · c2 preto torre · d2 branco cavalo · g2 branco peão · h2 branco peão · d1 branco torre · e1 branco torre · h1 branco rei | e8 preto torre · g8 preto rei · b7 branco bispo · d7 preto cavalo · f7 preto peão · g7 preto peão · b6 preto peão · d6 branco rainha · f6 preto cavalo · h6 preto peão · e5 preto peão · f5 branco peão · a4 preto rainha · b2 branco peão · c2 preto torre · d2 branco cavalo · g2 branco peão · h2 branco peão · d1 branco torre · e1 branco torre · h1 branco rei | e8 preto torre · g8 preto rei · b7 branco bispo · d7 preto cavalo · f7 preto peão · g7 preto peão · b6 preto peão · d6 branco rainha · f6 preto cavalo · h6 preto peão · e5 preto peão · f5 branco peão · a4 preto rainha · b2 branco peão · c2 preto torre · d2 branco cavalo · g2 branco peão · h2 branco peão · d1 branco torre · e1 branco torre · h1 branco rei | e8 preto torre · g8 preto rei · b7 branco bispo · d7 preto cavalo · f7 preto peão · g7 preto peão · b6 preto peão · d6 branco rainha · f6 preto cavalo · h6 preto peão · e5 preto peão · f5 branco peão · a4 preto rainha · b2 branco peão · c2 preto torre · d2 branco cavalo · g2 branco peão · h2 branco peão · d1 branco torre · e1 branco torre · h1 branco rei | 6 |
| 5 | e8 preto torre · g8 preto rei · b7 branco bispo · d7 preto cavalo · f7 preto peão · g7 preto peão · b6 preto peão · d6 branco rainha · f6 preto cavalo · h6 preto peão · e5 preto peão · f5 branco peão · a4 preto rainha · b2 branco peão · c2 preto torre · d2 branco cavalo · g2 branco peão · h2 branco peão · d1 branco torre · e1 branco torre · h1 branco rei | e8 preto torre · g8 preto rei · b7 branco bispo · d7 preto cavalo · f7 preto peão · g7 preto peão · b6 preto peão · d6 branco rainha · f6 preto cavalo · h6 preto peão · e5 preto peão · f5 branco peão · a4 preto rainha · b2 branco peão · c2 preto torre · d2 branco cavalo · g2 branco peão · h2 branco peão · d1 branco torre · e1 branco torre · h1 branco rei | e8 preto torre · g8 preto rei · b7 branco bispo · d7 preto cavalo · f7 preto peão · g7 preto peão · b6 preto peão · d6 branco rainha · f6 preto cavalo · h6 preto peão · e5 preto peão · f5 branco peão · a4 preto rainha · b2 branco peão · c2 preto torre · d2 branco cavalo · g2 branco peão · h2 branco peão · d1 branco torre · e1 branco torre · h1 branco rei | e8 preto torre · g8 preto rei · b7 branco bispo · d7 preto cavalo · f7 preto peão · g7 preto peão · b6 preto peão · d6 branco rainha · f6 preto cavalo · h6 preto peão · e5 preto peão · f5 branco peão · a4 preto rainha · b2 branco peão · c2 preto torre · d2 branco cavalo · g2 branco peão · h2 branco peão · d1 branco torre · e1 branco torre · h1 branco rei | e8 preto torre · g8 preto rei · b7 branco bispo · d7 preto cavalo · f7 preto peão · g7 preto peão · b6 preto peão · d6 branco rainha · f6 preto cavalo · h6 preto peão · e5 preto peão · f5 branco peão · a4 preto rainha · b2 branco peão · c2 preto torre · d2 branco cavalo · g2 branco peão · h2 branco peão · d1 branco torre · e1 branco torre · h1 branco rei | e8 preto torre · g8 preto rei · b7 branco bispo · d7 preto cavalo · f7 preto peão · g7 preto peão · b6 preto peão · d6 branco rainha · f6 preto cavalo · h6 preto peão · e5 preto peão · f5 branco peão · a4 preto rainha · b2 branco peão · c2 preto torre · d2 branco cavalo · g2 branco peão · h2 branco peão · d1 branco torre · e1 branco torre · h1 branco rei | e8 preto torre · g8 preto rei · b7 branco bispo · d7 preto cavalo · f7 preto peão · g7 preto peão · b6 preto peão · d6 branco rainha · f6 preto cavalo · h6 preto peão · e5 preto peão · f5 branco peão · a4 preto rainha · b2 branco peão · c2 preto torre · d2 branco cavalo · g2 branco peão · h2 branco peão · d1 branco torre · e1 branco torre · h1 branco rei | e8 preto torre · g8 preto rei · b7 branco bispo · d7 preto cavalo · f7 preto peão · g7 preto peão · b6 preto peão · d6 branco rainha · f6 preto cavalo · h6 preto peão · e5 preto peão · f5 branco peão · a4 preto rainha · b2 branco peão · c2 preto torre · d2 branco cavalo · g2 branco peão · h2 branco peão · d1 branco torre · e1 branco torre · h1 branco rei | 5 |
| 4 | e8 preto torre · g8 preto rei · b7 branco bispo · d7 preto cavalo · f7 preto peão · g7 preto peão · b6 preto peão · d6 branco rainha · f6 preto cavalo · h6 preto peão · e5 preto peão · f5 branco peão · a4 preto rainha · b2 branco peão · c2 preto torre · d2 branco cavalo · g2 branco peão · h2 branco peão · d1 branco torre · e1 branco torre · h1 branco rei | e8 preto torre · g8 preto rei · b7 branco bispo · d7 preto cavalo · f7 preto peão · g7 preto peão · b6 preto peão · d6 branco rainha · f6 preto cavalo · h6 preto peão · e5 preto peão · f5 branco peão · a4 preto rainha · b2 branco peão · c2 preto torre · d2 branco cavalo · g2 branco peão · h2 branco peão · d1 branco torre · e1 branco torre · h1 branco rei | e8 preto torre · g8 preto rei · b7 branco bispo · d7 preto cavalo · f7 preto peão · g7 preto peão · b6 preto peão · d6 branco rainha · f6 preto cavalo · h6 preto peão · e5 preto peão · f5 branco peão · a4 preto rainha · b2 branco peão · c2 preto torre · d2 branco cavalo · g2 branco peão · h2 branco peão · d1 branco torre · e1 branco torre · h1 branco rei | e8 preto torre · g8 preto rei · b7 branco bispo · d7 preto cavalo · f7 preto peão · g7 preto peão · b6 preto peão · d6 branco rainha · f6 preto cavalo · h6 preto peão · e5 preto peão · f5 branco peão · a4 preto rainha · b2 branco peão · c2 preto torre · d2 branco cavalo · g2 branco peão · h2 branco peão · d1 branco torre · e1 branco torre · h1 branco rei | e8 preto torre · g8 preto rei · b7 branco bispo · d7 preto cavalo · f7 preto peão · g7 preto peão · b6 preto peão · d6 branco rainha · f6 preto cavalo · h6 preto peão · e5 preto peão · f5 branco peão · a4 preto rainha · b2 branco peão · c2 preto torre · d2 branco cavalo · g2 branco peão · h2 branco peão · d1 branco torre · e1 branco torre · h1 branco rei | e8 preto torre · g8 preto rei · b7 branco bispo · d7 preto cavalo · f7 preto peão · g7 preto peão · b6 preto peão · d6 branco rainha · f6 preto cavalo · h6 preto peão · e5 preto peão · f5 branco peão · a4 preto rainha · b2 branco peão · c2 preto torre · d2 branco cavalo · g2 branco peão · h2 branco peão · d1 branco torre · e1 branco torre · h1 branco rei | e8 preto torre · g8 preto rei · b7 branco bispo · d7 preto cavalo · f7 preto peão · g7 preto peão · b6 preto peão · d6 branco rainha · f6 preto cavalo · h6 preto peão · e5 preto peão · f5 branco peão · a4 preto rainha · b2 branco peão · c2 preto torre · d2 branco cavalo · g2 branco peão · h2 branco peão · d1 branco torre · e1 branco torre · h1 branco rei | e8 preto torre · g8 preto rei · b7 branco bispo · d7 preto cavalo · f7 preto peão · g7 preto peão · b6 preto peão · d6 branco rainha · f6 preto cavalo · h6 preto peão · e5 preto peão · f5 branco peão · a4 preto rainha · b2 branco peão · c2 preto torre · d2 branco cavalo · g2 branco peão · h2 branco peão · d1 branco torre · e1 branco torre · h1 branco rei | 4 |
| 3 | e8 preto torre · g8 preto rei · b7 branco bispo · d7 preto cavalo · f7 preto peão · g7 preto peão · b6 preto peão · d6 branco rainha · f6 preto cavalo · h6 preto peão · e5 preto peão · f5 branco peão · a4 preto rainha · b2 branco peão · c2 preto torre · d2 branco cavalo · g2 branco peão · h2 branco peão · d1 branco torre · e1 branco torre · h1 branco rei | e8 preto torre · g8 preto rei · b7 branco bispo · d7 preto cavalo · f7 preto peão · g7 preto peão · b6 preto peão · d6 branco rainha · f6 preto cavalo · h6 preto peão · e5 preto peão · f5 branco peão · a4 preto rainha · b2 branco peão · c2 preto torre · d2 branco cavalo · g2 branco peão · h2 branco peão · d1 branco torre · e1 branco torre · h1 branco rei | e8 preto torre · g8 preto rei · b7 branco bispo · d7 preto cavalo · f7 preto peão · g7 preto peão · b6 preto peão · d6 branco rainha · f6 preto cavalo · h6 preto peão · e5 preto peão · f5 branco peão · a4 preto rainha · b2 branco peão · c2 preto torre · d2 branco cavalo · g2 branco peão · h2 branco peão · d1 branco torre · e1 branco torre · h1 branco rei | e8 preto torre · g8 preto rei · b7 branco bispo · d7 preto cavalo · f7 preto peão · g7 preto peão · b6 preto peão · d6 branco rainha · f6 preto cavalo · h6 preto peão · e5 preto peão · f5 branco peão · a4 preto rainha · b2 branco peão · c2 preto torre · d2 branco cavalo · g2 branco peão · h2 branco peão · d1 branco torre · e1 branco torre · h1 branco rei | e8 preto torre · g8 preto rei · b7 branco bispo · d7 preto cavalo · f7 preto peão · g7 preto peão · b6 preto peão · d6 branco rainha · f6 preto cavalo · h6 preto peão · e5 preto peão · f5 branco peão · a4 preto rainha · b2 branco peão · c2 preto torre · d2 branco cavalo · g2 branco peão · h2 branco peão · d1 branco torre · e1 branco torre · h1 branco rei | e8 preto torre · g8 preto rei · b7 branco bispo · d7 preto cavalo · f7 preto peão · g7 preto peão · b6 preto peão · d6 branco rainha · f6 preto cavalo · h6 preto peão · e5 preto peão · f5 branco peão · a4 preto rainha · b2 branco peão · c2 preto torre · d2 branco cavalo · g2 branco peão · h2 branco peão · d1 branco torre · e1 branco torre · h1 branco rei | e8 preto torre · g8 preto rei · b7 branco bispo · d7 preto cavalo · f7 preto peão · g7 preto peão · b6 preto peão · d6 branco rainha · f6 preto cavalo · h6 preto peão · e5 preto peão · f5 branco peão · a4 preto rainha · b2 branco peão · c2 preto torre · d2 branco cavalo · g2 branco peão · h2 branco peão · d1 branco torre · e1 branco torre · h1 branco rei | e8 preto torre · g8 preto rei · b7 branco bispo · d7 preto cavalo · f7 preto peão · g7 preto peão · b6 preto peão · d6 branco rainha · f6 preto cavalo · h6 preto peão · e5 preto peão · f5 branco peão · a4 preto rainha · b2 branco peão · c2 preto torre · d2 branco cavalo · g2 branco peão · h2 branco peão · d1 branco torre · e1 branco torre · h1 branco rei | 3 |
| 2 | e8 preto torre · g8 preto rei · b7 branco bispo · d7 preto cavalo · f7 preto peão · g7 preto peão · b6 preto peão · d6 branco rainha · f6 preto cavalo · h6 preto peão · e5 preto peão · f5 branco peão · a4 preto rainha · b2 branco peão · c2 preto torre · d2 branco cavalo · g2 branco peão · h2 branco peão · d1 branco torre · e1 branco torre · h1 branco rei | e8 preto torre · g8 preto rei · b7 branco bispo · d7 preto cavalo · f7 preto peão · g7 preto peão · b6 preto peão · d6 branco rainha · f6 preto cavalo · h6 preto peão · e5 preto peão · f5 branco peão · a4 preto rainha · b2 branco peão · c2 preto torre · d2 branco cavalo · g2 branco peão · h2 branco peão · d1 branco torre · e1 branco torre · h1 branco rei | e8 preto torre · g8 preto rei · b7 branco bispo · d7 preto cavalo · f7 preto peão · g7 preto peão · b6 preto peão · d6 branco rainha · f6 preto cavalo · h6 preto peão · e5 preto peão · f5 branco peão · a4 preto rainha · b2 branco peão · c2 preto torre · d2 branco cavalo · g2 branco peão · h2 branco peão · d1 branco torre · e1 branco torre · h1 branco rei | e8 preto torre · g8 preto rei · b7 branco bispo · d7 preto cavalo · f7 preto peão · g7 preto peão · b6 preto peão · d6 branco rainha · f6 preto cavalo · h6 preto peão · e5 preto peão · f5 branco peão · a4 preto rainha · b2 branco peão · c2 preto torre · d2 branco cavalo · g2 branco peão · h2 branco peão · d1 branco torre · e1 branco torre · h1 branco rei | e8 preto torre · g8 preto rei · b7 branco bispo · d7 preto cavalo · f7 preto peão · g7 preto peão · b6 preto peão · d6 branco rainha · f6 preto cavalo · h6 preto peão · e5 preto peão · f5 branco peão · a4 preto rainha · b2 branco peão · c2 preto torre · d2 branco cavalo · g2 branco peão · h2 branco peão · d1 branco torre · e1 branco torre · h1 branco rei | e8 preto torre · g8 preto rei · b7 branco bispo · d7 preto cavalo · f7 preto peão · g7 preto peão · b6 preto peão · d6 branco rainha · f6 preto cavalo · h6 preto peão · e5 preto peão · f5 branco peão · a4 preto rainha · b2 branco peão · c2 preto torre · d2 branco cavalo · g2 branco peão · h2 branco peão · d1 branco torre · e1 branco torre · h1 branco rei | e8 preto torre · g8 preto rei · b7 branco bispo · d7 preto cavalo · f7 preto peão · g7 preto peão · b6 preto peão · d6 branco rainha · f6 preto cavalo · h6 preto peão · e5 preto peão · f5 branco peão · a4 preto rainha · b2 branco peão · c2 preto torre · d2 branco cavalo · g2 branco peão · h2 branco peão · d1 branco torre · e1 branco torre · h1 branco rei | e8 preto torre · g8 preto rei · b7 branco bispo · d7 preto cavalo · f7 preto peão · g7 preto peão · b6 preto peão · d6 branco rainha · f6 preto cavalo · h6 preto peão · e5 preto peão · f5 branco peão · a4 preto rainha · b2 branco peão · c2 preto torre · d2 branco cavalo · g2 branco peão · h2 branco peão · d1 branco torre · e1 branco torre · h1 branco rei | 2 |
| 1 | e8 preto torre · g8 preto rei · b7 branco bispo · d7 preto cavalo · f7 preto peão · g7 preto peão · b6 preto peão · d6 branco rainha · f6 preto cavalo · h6 preto peão · e5 preto peão · f5 branco peão · a4 preto rainha · b2 branco peão · c2 preto torre · d2 branco cavalo · g2 branco peão · h2 branco peão · d1 branco torre · e1 branco torre · h1 branco rei | e8 preto torre · g8 preto rei · b7 branco bispo · d7 preto cavalo · f7 preto peão · g7 preto peão · b6 preto peão · d6 branco rainha · f6 preto cavalo · h6 preto peão · e5 preto peão · f5 branco peão · a4 preto rainha · b2 branco peão · c2 preto torre · d2 branco cavalo · g2 branco peão · h2 branco peão · d1 branco torre · e1 branco torre · h1 branco rei | e8 preto torre · g8 preto rei · b7 branco bispo · d7 preto cavalo · f7 preto peão · g7 preto peão · b6 preto peão · d6 branco rainha · f6 preto cavalo · h6 preto peão · e5 preto peão · f5 branco peão · a4 preto rainha · b2 branco peão · c2 preto torre · d2 branco cavalo · g2 branco peão · h2 branco peão · d1 branco torre · e1 branco torre · h1 branco rei | e8 preto torre · g8 preto rei · b7 branco bispo · d7 preto cavalo · f7 preto peão · g7 preto peão · b6 preto peão · d6 branco rainha · f6 preto cavalo · h6 preto peão · e5 preto peão · f5 branco peão · a4 preto rainha · b2 branco peão · c2 preto torre · d2 branco cavalo · g2 branco peão · h2 branco peão · d1 branco torre · e1 branco torre · h1 branco rei | e8 preto torre · g8 preto rei · b7 branco bispo · d7 preto cavalo · f7 preto peão · g7 preto peão · b6 preto peão · d6 branco rainha · f6 preto cavalo · h6 preto peão · e5 preto peão · f5 branco peão · a4 preto rainha · b2 branco peão · c2 preto torre · d2 branco cavalo · g2 branco peão · h2 branco peão · d1 branco torre · e1 branco torre · h1 branco rei | e8 preto torre · g8 preto rei · b7 branco bispo · d7 preto cavalo · f7 preto peão · g7 preto peão · b6 preto peão · d6 branco rainha · f6 preto cavalo · h6 preto peão · e5 preto peão · f5 branco peão · a4 preto rainha · b2 branco peão · c2 preto torre · d2 branco cavalo · g2 branco peão · h2 branco peão · d1 branco torre · e1 branco torre · h1 branco rei | e8 preto torre · g8 preto rei · b7 branco bispo · d7 preto cavalo · f7 preto peão · g7 preto peão · b6 preto peão · d6 branco rainha · f6 preto cavalo · h6 preto peão · e5 preto peão · f5 branco peão · a4 preto rainha · b2 branco peão · c2 preto torre · d2 branco cavalo · g2 branco peão · h2 branco peão · d1 branco torre · e1 branco torre · h1 branco rei | e8 preto torre · g8 preto rei · b7 branco bispo · d7 preto cavalo · f7 preto peão · g7 preto peão · b6 preto peão · d6 branco rainha · f6 preto cavalo · h6 preto peão · e5 preto peão · f5 branco peão · a4 preto rainha · b2 branco peão · c2 preto torre · d2 branco cavalo · g2 branco peão · h2 branco peão · d1 branco torre · e1 branco torre · h1 branco rei | 1 |
|   | a | b | c | d | e | f | g | h |   |

No Torneio de Linares 1994, Polgár perdeu uma partida polêmica para o campeão mundial Garry Kasparov. Essa competição marcou a primeira vez que Polgár, aos 17 anos, foi convidada para competir em um torneio com Kasparov e os melhores jogadores da época. Depois de quatro partidas, ela tinha dois pontos. Durante a partida de Judit com Kasparov na quinta rodada, ele conseguiu uma vantagem clara após 35 movimentos. Em sua 36ª jogada, Kasparov teria mudado o movimento que fez com um cavalo, movendo-o para uma casa diferente, mesmo após já tê-lo soltado em outra casa. Pelas regras do xadrez, uma jogada é considerada terminada quando a peça é soltada na casa, não podendo mais ser movida até o próximo lance. Polgár explica porque não questionou Kasparov naquele momento: "estava jogando com o campeão mundial e não queria causar controvérsias no meu primeiro convite para um evento tão importante. Também tive medo de que se a minha reclamação fosse rejeitada, eu seria penalizada no relógio, quando eu já tinha pouco tempo na partida." Ela, no entanto, olhou interrogativamente para o árbitro Carlos Falcon que testemunhou o incidente e não tomou nenhuma atitude.
O incidente foi gravado por uma equipe da televisão espanhola PVS, e a filmagem mostrou que os dedos de Kasparov haviam de fato soltado o cavalo por uma fração de segundos. O diretor do torneio Carlos Falcon não penalizou Kasparov quando o vídeo foi mostrado a ele. Como o jornalista estadunidense Shelby Lyman apontou, na maioria dos esportes, "replays" não anulam a decisão original do árbitro e o xadrez não é exceção. O vídeo nunca foi divulgado publicamente, a pedido do patrocinador do torneio, Luis Rentero. Em um certo momento, Polgár teria confrontado Kasparov no hotel onde estavam hospedados, perguntando-lhe: "Como você pôde fazer isso comigo?" Após o incidente, Kasparov disse sem rodeios a um repórter: "ela disse publicamente que eu estava trapaceando.... Acho que uma menina da idade dela deveria aprender boas maneiras antes de fazer tais afirmações".

### Vencendo Kasparov e desafiante ao título mundial
Judit Polgár é considerada a jogadora de xadrez mais forte de todos os tempos e seus resultados nos torneios comprovam isso. Em agosto de 1996, ela participou de um torneio com vários dos principais jogadores do mundo em Viena. Houve um empate em primeiro lugar lugar entre Karpov, Topalov e Boris Gelfand e um empate no quarto lugar entre Polgar, Kramnik e Lékó. Em dezembro de 1996, Polgár disputou um match de quatro partidas em São Paulo contra o campeão brasileiro Gilberto Milos. Polgár venceu a disputa (+2 -1 =1) ganhando um prêmio de $ 12 000.Em 1998, Polgár derrotou o então campeão mundial da FIDE Anatoly Karpov em uma partida de xadrez rápido (30 minutos por partida). Em agosto de 1998, Polgár se tornou a primeira mulher a vencer o Aberto dos EUA, empatada em primeiro lugar com GM Boris Gulko. Típico de seu estilo agressivo foi sua vitória contra o GM Georgi Kacheishvili, na qual ela sacrificou a dama por uma posição de ataque.
Em setembro de 2002, no match entre a Rússia e o Resto do Mundo, Polgár derrotou Garry Kasparov em uma partida. Ela venceu o campeão mundial um excepcional jogo posicional. Kasparov com as peças pretas escolheu a Defesa Berlim, uma variante da Ruy López, em vez da sua usual Defesa Siciliana. Polgár organizou um ataque de torres contra o rei de Kasparov, que ainda estava no centro do tabuleiro, e depois de ficar com dois peões a menos, Kasparov abandonou. Polgár definiu a partida como "um dos momentos mais marcantes de sua carreira". Essa foi uma partida histórica, pois foi a primeira vez na história do xadrez que uma mulher venceu o campeão mundial reinante em um torneio.

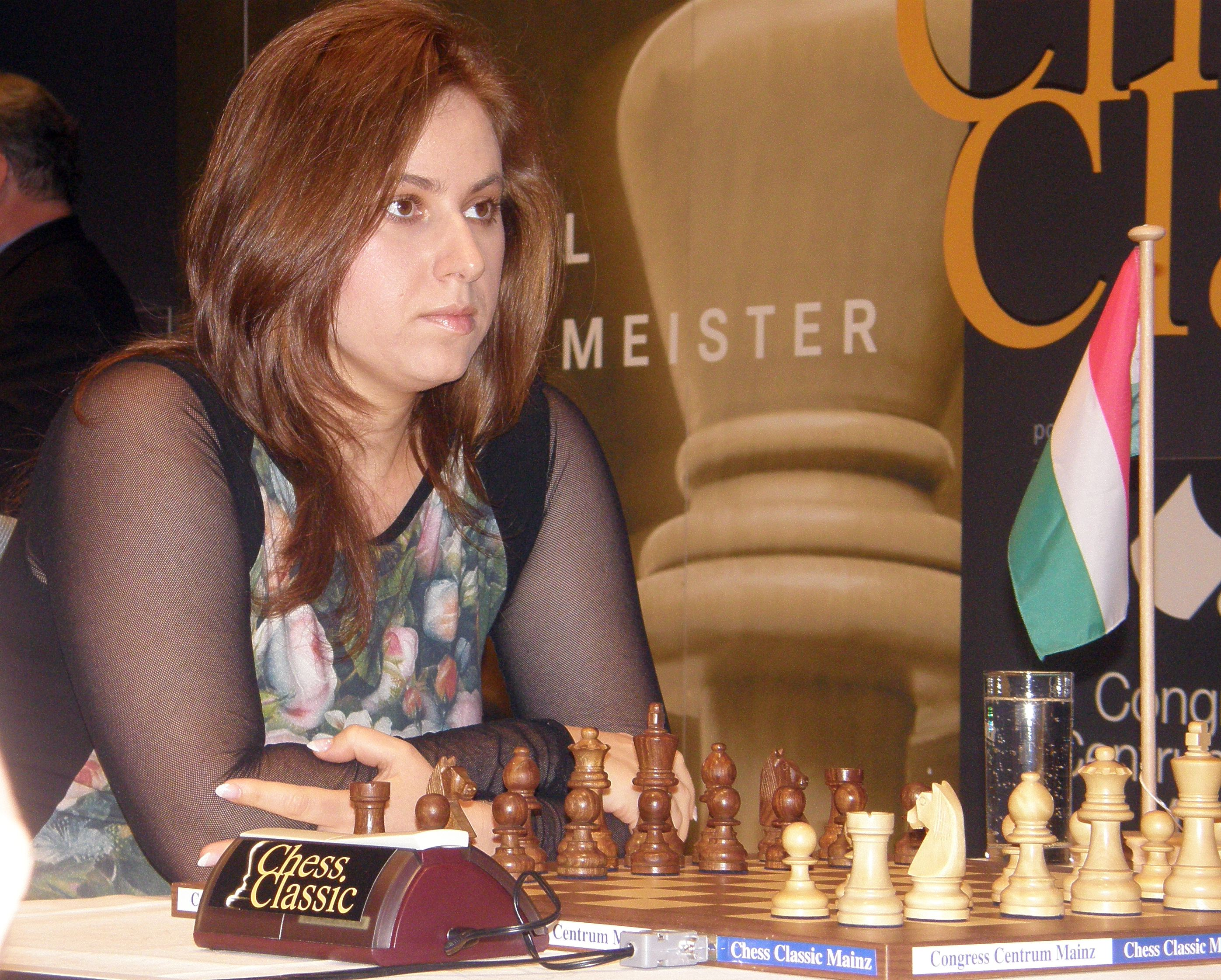
Judit Polgár em 2008

Em 2004, Polgár tirou uma folga do xadrez para dar à luz seu filho, Olivér. Em setembro de 2005, Polgár mais uma vez fez história ao se tornar a primeira mulher a jogar nos estágios finais do Campeonato Mundial de Xadrez. Ela já havia participado de torneios eliminatórios com mais de 100 jogadores para o campeonato mundial, mas esta era a etapa final para definir o novo campeão mundial. No entanto, ela teve um desempenho ruim, terminando em oitavo e último lugar. Veselin Topalov venceu o torneio, tornando-se o novo campeão mundial da FIDE. Nos anos seguintes, Judit participou dos principais eventos da elite do xadrez mundial, conseguindo quebrar a barreira dos 2 700 pontos de rating em julho 2005, quando alcançou 2 735 pontos e apareceu como a oitava melhor jogadora de xadrez do mundo (entre homens e mulheres).
Em 13 de agosto de 2014, ela anunciou no jornal londrino The Times sua aposentadoria do xadrez competitivo. 

## Estilo de jogo
Apesar de ter um forte entendimento do jogo posicional, Polgár se destacava por um estilo de jogo agressivo, se esforçando para maximizar a iniciativa e ativamente buscando complicações táticas. O ex-campeão mundial Garry Kasparov escreveu que, com base nas partidas de Judit, "se 'jogar como uma garota' significava algo no xadrez, isso significa ataques implacáveis."   Em sua juventude, ela era especialmente popular entre os fãs devido à sua disposição de empregar manobras e ataques selvagens. Na adolescência, Polgár foi creditada por ter contribuído para a popularidade do Gambito do Rei. Polgár preferia aberturas agressivas, jogando 1.e4 com as brancas e a Defesa Siciliana ou a Defesa Índia do Rei com as pretas. Jennifer Shahade, escritora e duas vezes campeã de xadrez feminino dos EUA, sugeriu que a influência de Polgár pode ser uma das razões pelas quais as mulheres em geral jogam xadrez de forma mais agressiva do que os homens. Descrevendo uma partida contra Polgár, o ex-campeão dos EUA Joel Benjamin disse: "Foi uma guerra total por cinco horas. Eu estava totalmente exausto. Ela é um tigre no tabuleiro de xadrez. Ela tem um instinto absolutamente assassino. Você comete um erro e ela vai direto na sua garganta".

## Participações em Olimpíadas
Judit fez parte da equipe húngara em 10 edições das Olimpíadas de Xadrez. 8 vezes na categoria absoluta (onde as equipes podem ser compostas por homens e mulheres) e 2 vezes na categoria feminina. Conquistou duas medalhas de ouro por equipes e individual no primeiro tabuleiro nas Olimpíadas feminina em 1988 e 1990. E na modalidade absoluta, conquistou a medalha de prata por equipes em 2002 e 2014, além de uma medalha de bronze por ser a terceira melhor segundo tabuleiro em 2002.
| Ano  | Edição        | Local           | Tabuleiro | Pontos | Partidas | V | E | D | %    | Classificação | Classificação |
| ---- | ------------- | --------------- | --------- | ------ | -------- | - | - | - | ---- | ------------- | ------------- |
| Ano  | Edição        | Local           | Tabuleiro | Pontos | Partidas | V | E | D | %    | Equipe        | Individual    |
| 1994 | 31ª Olimpíada | Moscou          | 1º        | 6½     | 13       | 4 | 5 | 4 | 50.0 | 8º            | 66º           |
| 1996 | 32ª Olimpíada | Yerevan         | 1º        | 6      | 13       | 3 | 6 | 4 | 46.2 | 18º           | 66º           |
| 2000 | 34ª Olimpíada | Istambul        | 3º        | 10     | 13       | 8 | 4 | 1 | 76.9 | 4º            | 4º            |
| 2002 | 35ª Olimpíada | Bled            | 2º        | 8½     | 12       | 5 | 7 | 0 | 70.8 | 2º            | 3º            |
| 2008 | 38ª Olimpíada | Dresden         | 2º        | 3½     | 8        | 2 | 3 | 3 | 43.8 | 8º            | 39º           |
| 2010 | 39ª Olimpíada | Khanty-Mansiysk | 3º        | 6      | 10       | 4 | 4 | 2 | 60.0 | 4º            | 4º            |
| 2012 | 40ª Olimpíada | Istambul        | 3º        | 7½     | 10       | 5 | 5 | 0 | 75.0 | 9º            | 7º            |
| 2014 | 41ª Olimpíada | Tromsø          | res.      | 4½     | 6        | 4 | 1 | 1 | 75.0 | 2º            |               |

| Ano  | Edição        | Local    | Tabuleiro | Pontos | Partidas | V  | E | D | %    | Classificação | Classificação |
| ---- | ------------- | -------- | --------- | ------ | -------- | -- | - | - | ---- | ------------- | ------------- |
| Ano  | Edição        | Local    | Tabuleiro | Pontos | Partidas | V  | E | D | %    | Equipe        | Individual    |
| 1988 | 28ª Olimpíada | Salônica | 2º        | 12½    | 13       | 12 | 1 | 0 | 96.2 | 1º            | 1º            |
| 1990 | 29ª Olimpíada | Novi Sad | 2º        | 10     | 13       | 8  | 4 | 1 | 76.9 | 1º            | 1º            |